# Ковтун, Андрей Николаевич
Андрей Николаевич Ковтун (29 июля 1996, Смидович, Россия — 10 августа 2022, Бахмутский район, Донецкая область, Украина) — российский военнослужащий, старший лейтенант. Герой Российской Федерации (2022, посмертно).

## Биография
Мать Мария Костюк занимала должность заместителя председателя правительства Еврейской автономной области — руководителя аппарата губернатора и правительства Еврейской автономной области. В ноябре 2022 года она участвовала во встрече президента России В.В. Путина «с матерями военнослужащих — участников СВО». В июне 2023 года Мария Костюк возглавила управление по работе с регионами государственного фонда «Защитники Отечества» и одновременно являлась руководителем штаба комитета семей воинов Отечества в Еврейской автономной области. В 2024 году она стала руководителем президентской программы «Время героев», а также заняла должность заместителя директора Высшей школы государственного управления РАНХиГС (Президентской академии). С 5 ноября 2024 года Мария Костюк является временно исполняющей обязанности губернатора Еврейской автономной области до вступления в должность лица, избранного губернатором Еврейской автономной области.
В 2002—2009 годах Андрей Ковтун учился в средней общеобразовательной школе № 3 села Смидович Еврейской автономной области, в 2009—2013 годах — в школе № 11 города Биробиджана Еврейской автономной области, в 2013—2017 годах — в Дальневосточном высшем общевойсковом командном училище (город Благовещенск).
По окончании училища направлен в Центральный военный округ. В 2020 году назначен в 40-й инженерно-сапёрный полк 41-й общевойсковой армии.
С 24 февраля 2022 года участвовал во вторжении на Украину. Являлся командиром инженерно-позиционной роты инженерно-технического батальона своего полка. Участник боёв в Черниговской и Донецкой областях. Получил ранение. После выздоровления назначен командиром 7-й мотострелковой роты 74-й отдельной мотострелковой бригады. 
В начале августа 2022 года вернулся на Украину. Погиб 10 августа в бою близ села Спорное.
19 августа с воинскими почестями был похоронен на городском кладбище Биробиджана.

## Награды
- Герой Российской Федерации (14 декабря 2022 года, посмертно) — «за мужество и героизм, проявленные во время исполнения воинского долга». 2 февраля 2023 года медаль «Золотая Звезда» была вручена семье Андрея Ковтуна губернатором Еврейской автономной области Ростиславом Гольдштейном и начальником управления железнодорожных войск Восточного военного округа генерал-майором Андреем Козловым[5].
- Орден Мужества (2022, посмертно).
- Медаль «За отвагу» (2022, посмертно).

## Память
- В 2023 году имя выбито на отдельном гранитном пилоне Аллеи Героев в Сквере Победы в Биробиджане (открытие состоялось 8 мая)[6].
- 10 августа 2023 года на городском кладбище состоялось открытие мемориала памяти Андрея Ковтуна и «героев, погибших при исполнении воинского долга в ходе специальной военной операции»[1].

- 9 декабря 2024 года в рамках серии «Герои Российской Федерации» в почтовое обращение вышли десять марок, посвящённых участникам специальной военной операции, в числе которых Андрей Ковтун[7].